# دانيال هيرست
دانيال هيرست (بالإنجليزية: Daniel Hurst)‏ (2 أكتوبر 1876 في المملكة المتحدة - 1961 في المملكة المتحدة) هو لاعب كرة قدم بريطاني (وحمل سابقاً جنسية المملكة المتحدة لبريطانيا العظمى وأيرلندا) في مركز جناح ‏. لعب مع بلاكبيرن روفرز ومانشستر سيتي ومانشستر يونايتد والرابطة الحادية عشر لكرة القدم ‏ ونادي ووركينغتون.